# Льеж (станция метро)
Льеж (фр. Liège) — станция линии 13 Парижского метрополитена, расположенная на границе VIII и IX округов Парижа. Названа по одноимённой улице (фр. Rue de Liège), возле которой располагается. На станции установлены автоматические платформенные ворота.

## История
- Станция открылась 26 февраля 1911 года в составе первого пускового участка тогдашней линии В компании Север-Юг (Сен-Лазар — Порт-де-Сент-Уэн)[2] под названием Берлин. С началом Первой Мировой войны, 2 августа 1914 года станция была временно закрыта, однако была вновь запущена в эксплуатацию 1 декабря того же года, но уже под нынешним названием — «Льеж», данным в честь героической битвы при Льеже, произошедшей в первые месяцы Первой мировой войны.[3]. 27 марта 1931 года станция вошла в состав Парижского метро как часть линии 13.
- С началом Второй мировой войны станция была закрыта и вновь была запущена в эксплуатацию в ограниченном режиме лишь 16 сентября 1968 года, аналогично перезапуску станции метро «Ренн» на линии 12. Обе станции работали только по рабочим дням с 5:30 до 20:00, последние поезда производили остановку на станции «Льеж» около 19:50 по парижскому времени. В 1982 году на станции было установлено керамическое панно с гербом города Льежа.[4]
- Администрации VIII и IX округов Парижа прилагали немало усилий с целью добиться ограничений режима работы, что привело к манифестации, прошедшей возле станции 9 марта 2006 года. 5 апреля 2006 года Синдикат транспорта Иль-де-Франс принял решение отказаться от практики неполного рабочего дня станций метро, в результате чего 4 декабря 2006 года ограничения режима работы станции были окончательно отменены. До этого для того, чтобы добраться до метро по будням вечером и в течение дня по выходным, пассажирам приходилось пользоваться автобусными маршрутами № 81 и 95, для того, чтобы доехать до Сен-Лазара[5].

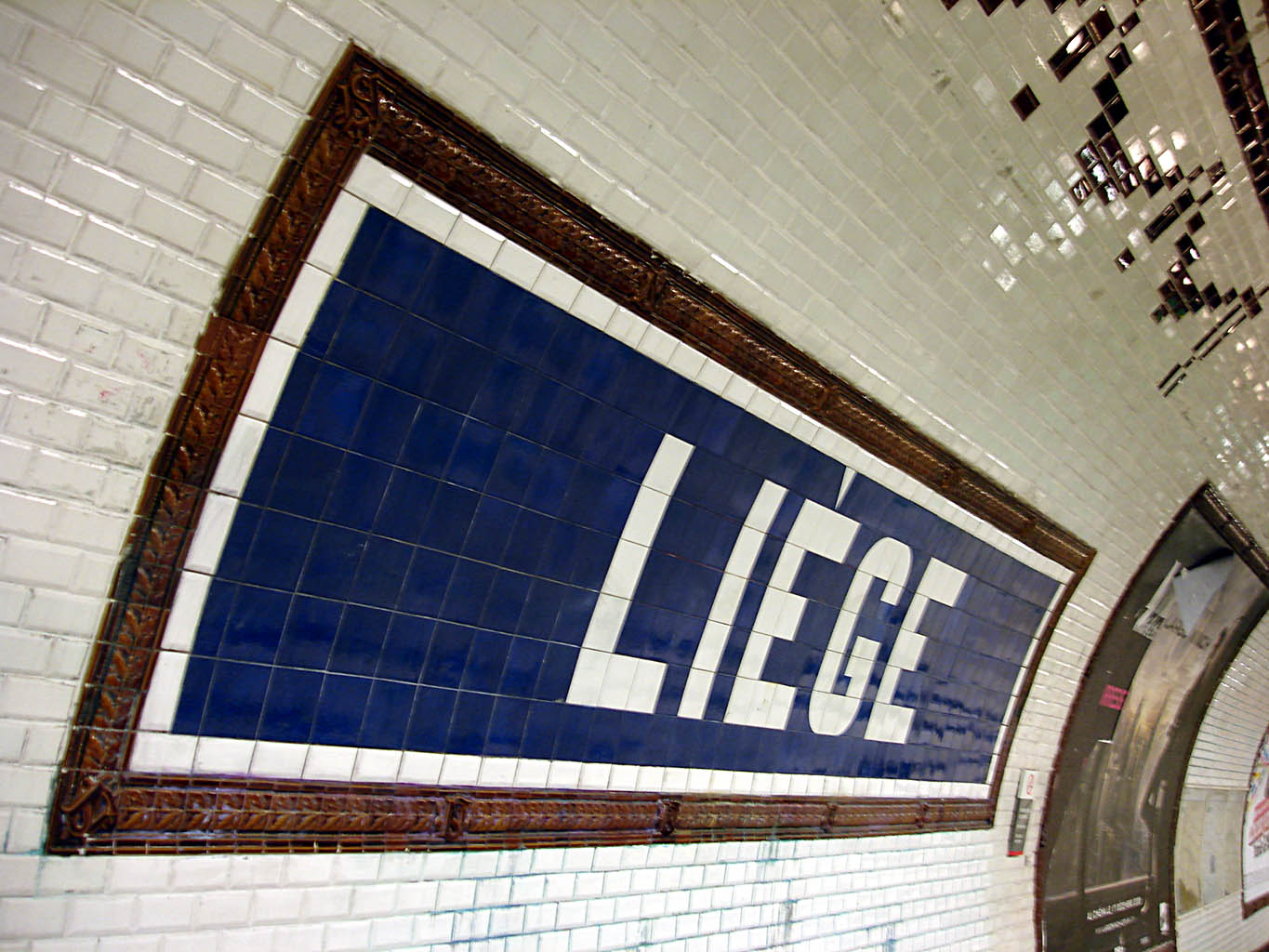
Оформление названия на стене в стиле «Север-Юг»
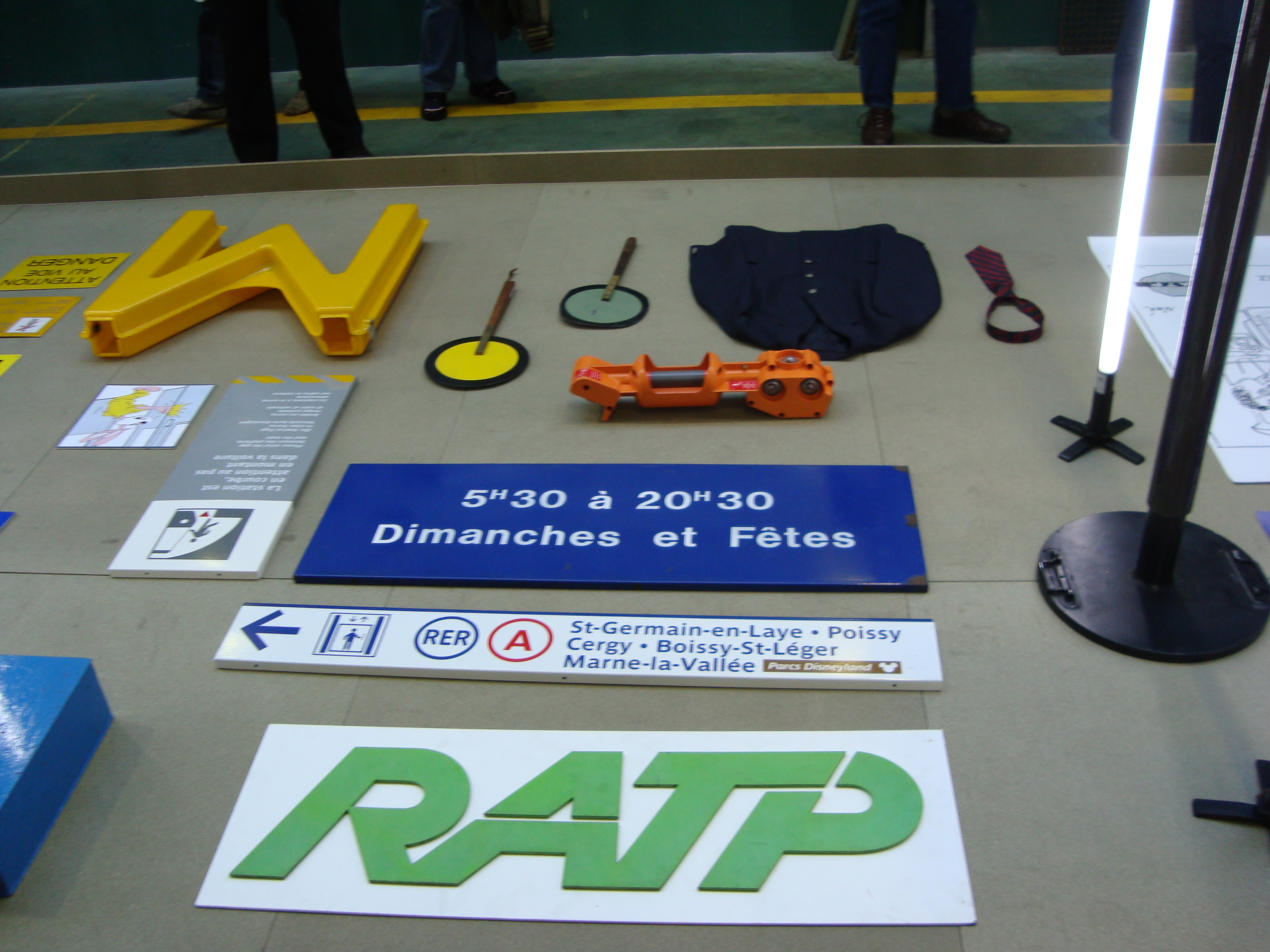
Вывеска со старым режимом работы на специальной выставке, организованной RATP

### Статистика пассажиропотока
| Год                   | 2011      | 2012      | 2013      | 2014      |
| --------------------- | --------- | --------- | --------- | --------- |
| Вошло человек         | 1 731 063 | 1 732 029 | 1 712 165 | 1 659 751 |
| Место в рейтинге RATP | 260       | 263       | 266       | 274       |

## Конструкция и оформление
Станция состоит из двух односводчатых залов мелкого заложения, в каждом из которых расположена только одна боковая платформа (в северном — платформа в сторону Шатийон — Монруж, в южном — платформа в сторону Ле-Куртия и Сен-Дени — Университе). Это связано с узостью рю д'Амстердам, под которой расположена станция. По такой же или сходной технологии в Парижском метро в 1937 году были построены станции Анатоль Франс на линии 3 и Коммерс на линии 8. Своды станций и путевые стены оформлены мозаичным орнаментом, применявшимся компанией Север-Юг в отделке своих станций, построенных до Первой мировой войны. Каждый из залов украшен фресками на тему бельгийских городов.

Оформление северного зала
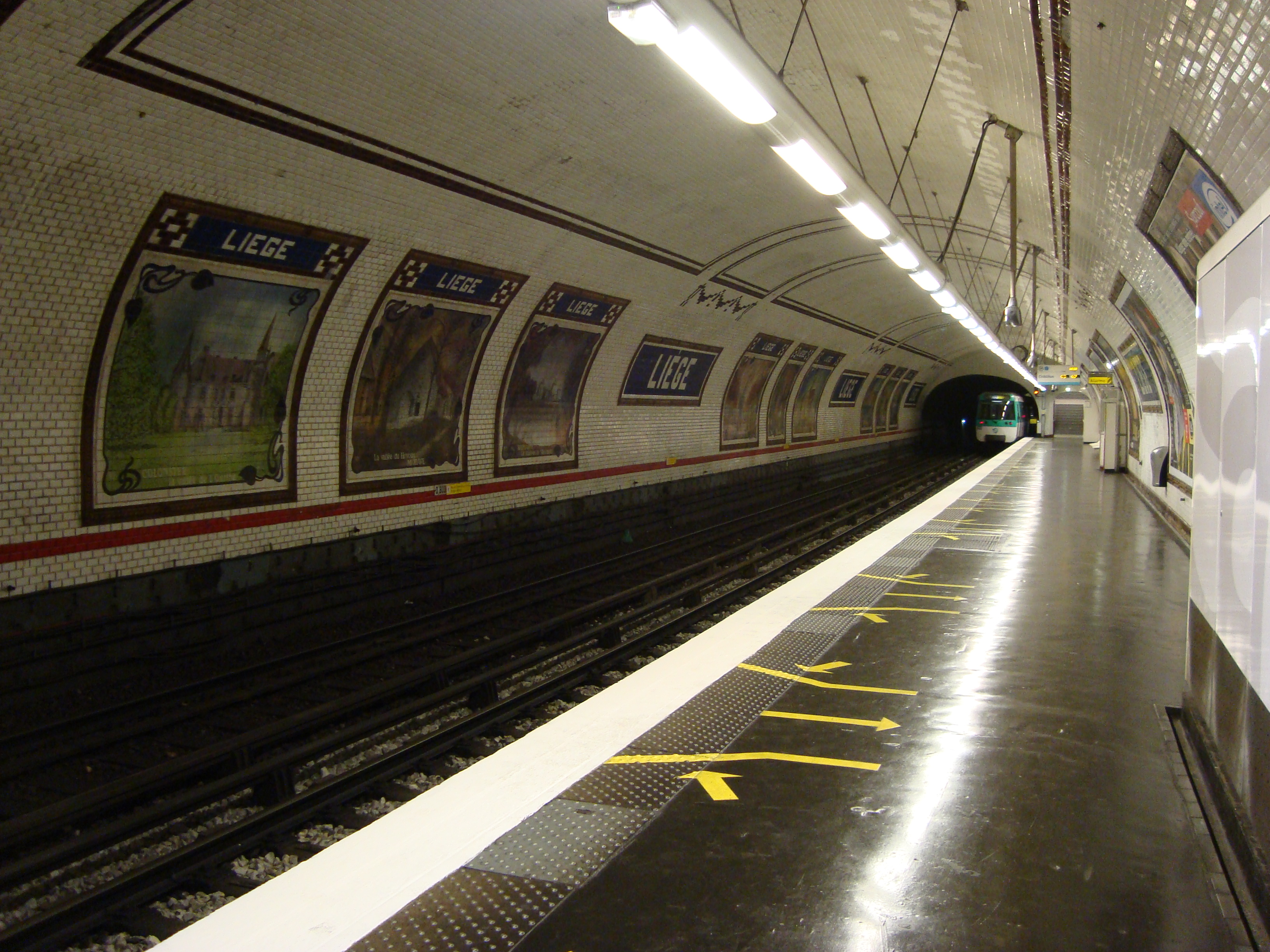
Состав модели MF 77 (2008)
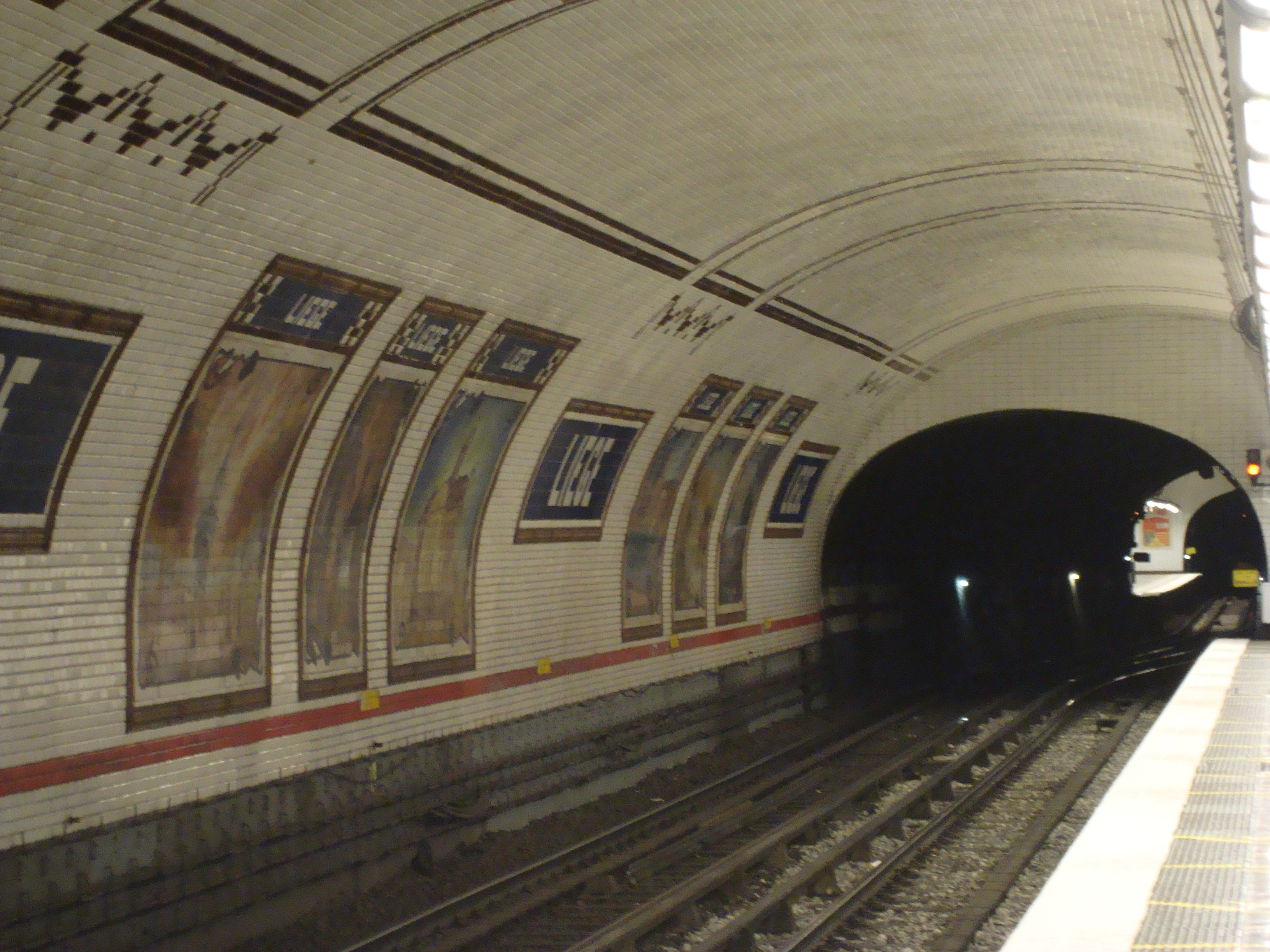
Вид на север
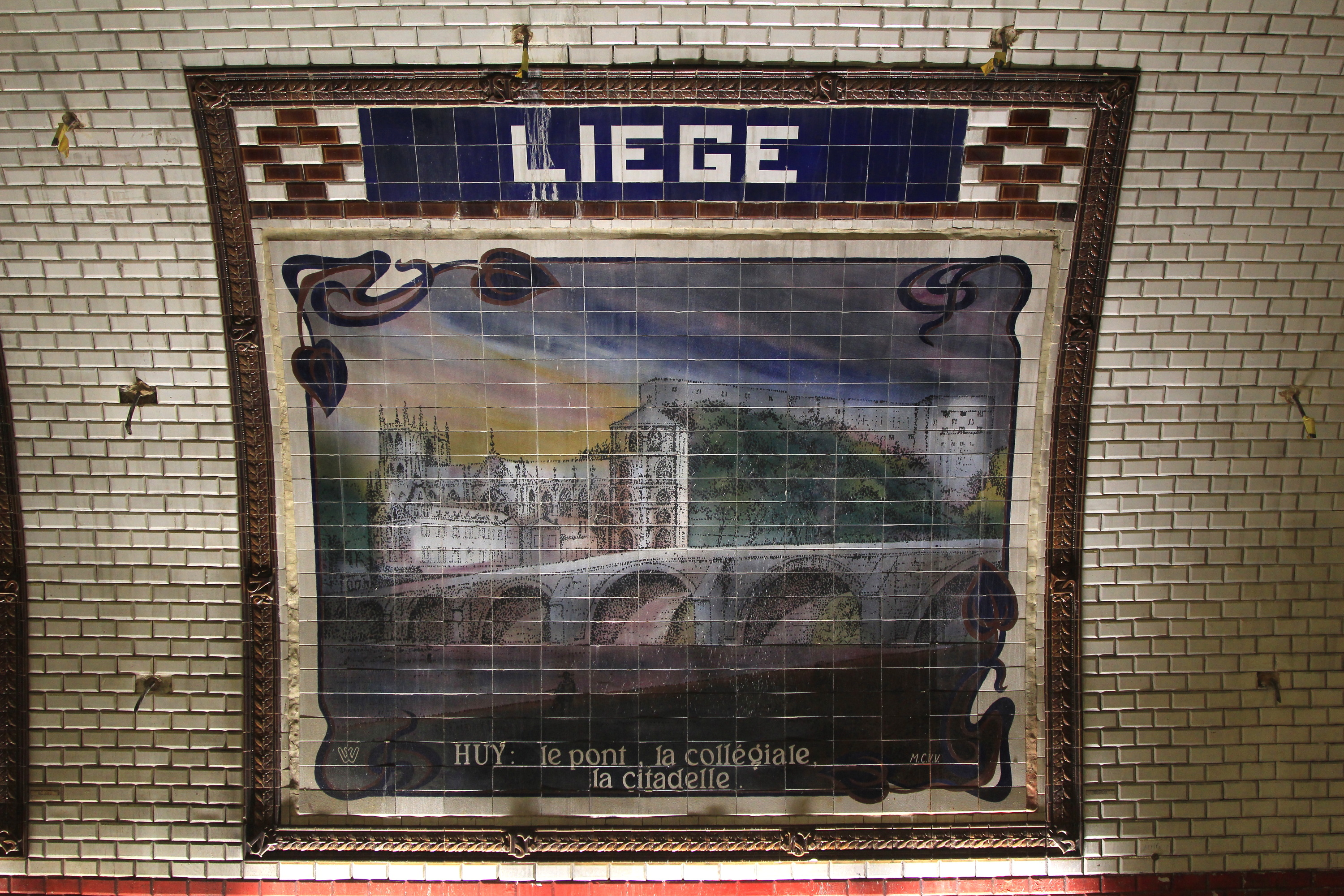
Фреска с изображением Юи
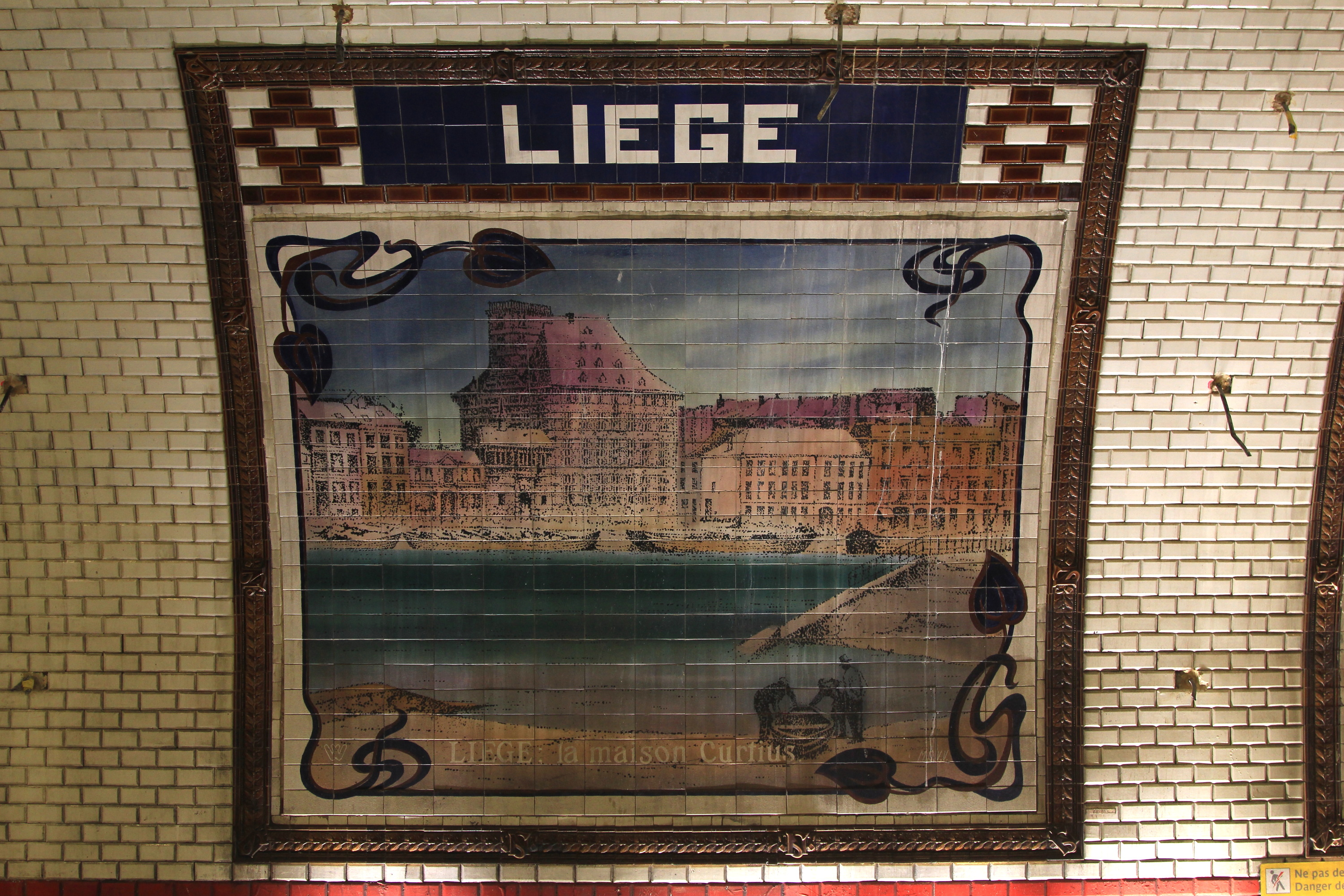
Фреска с изображением Гран Куртиус.

Оформление южного зала
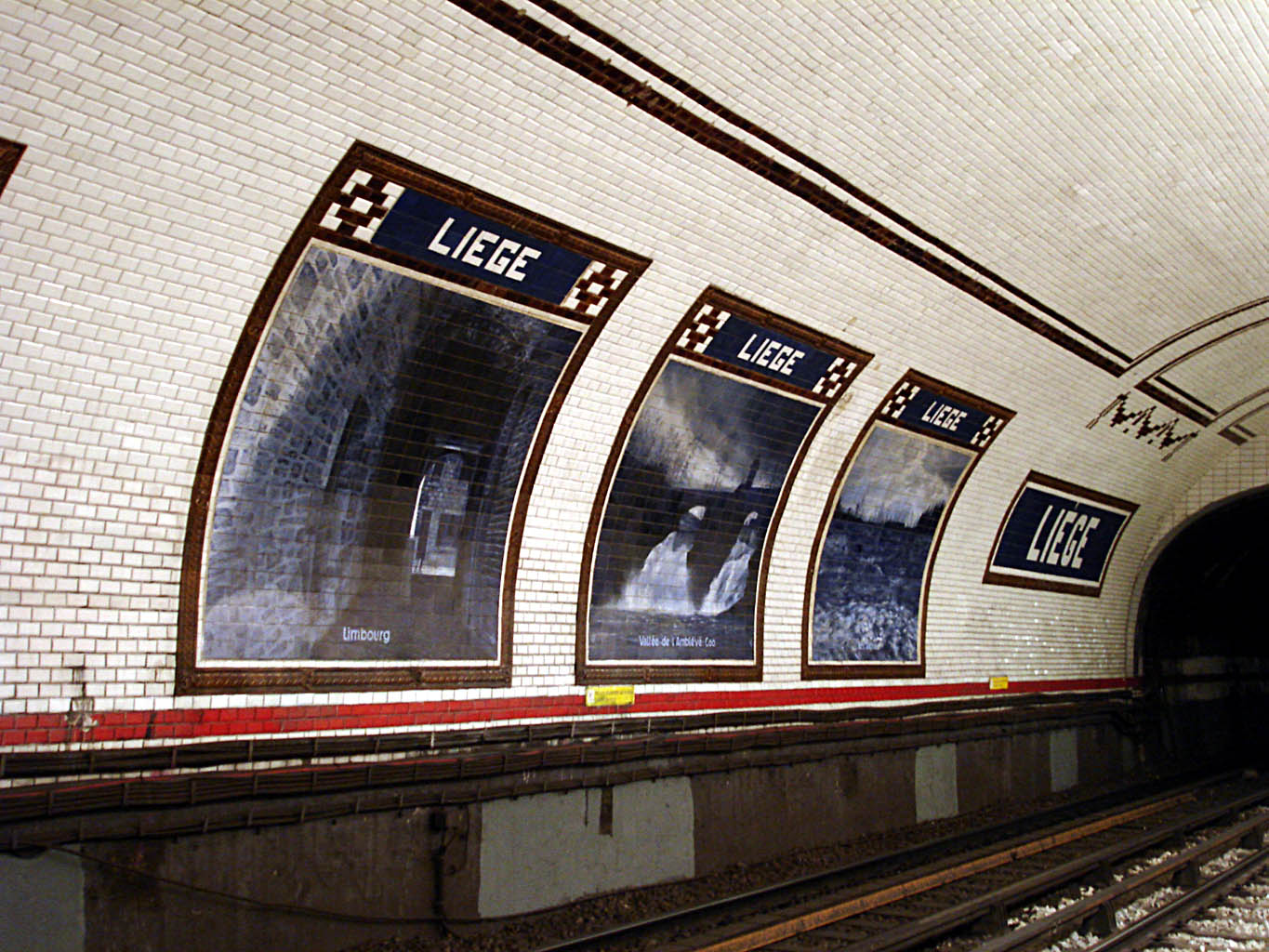
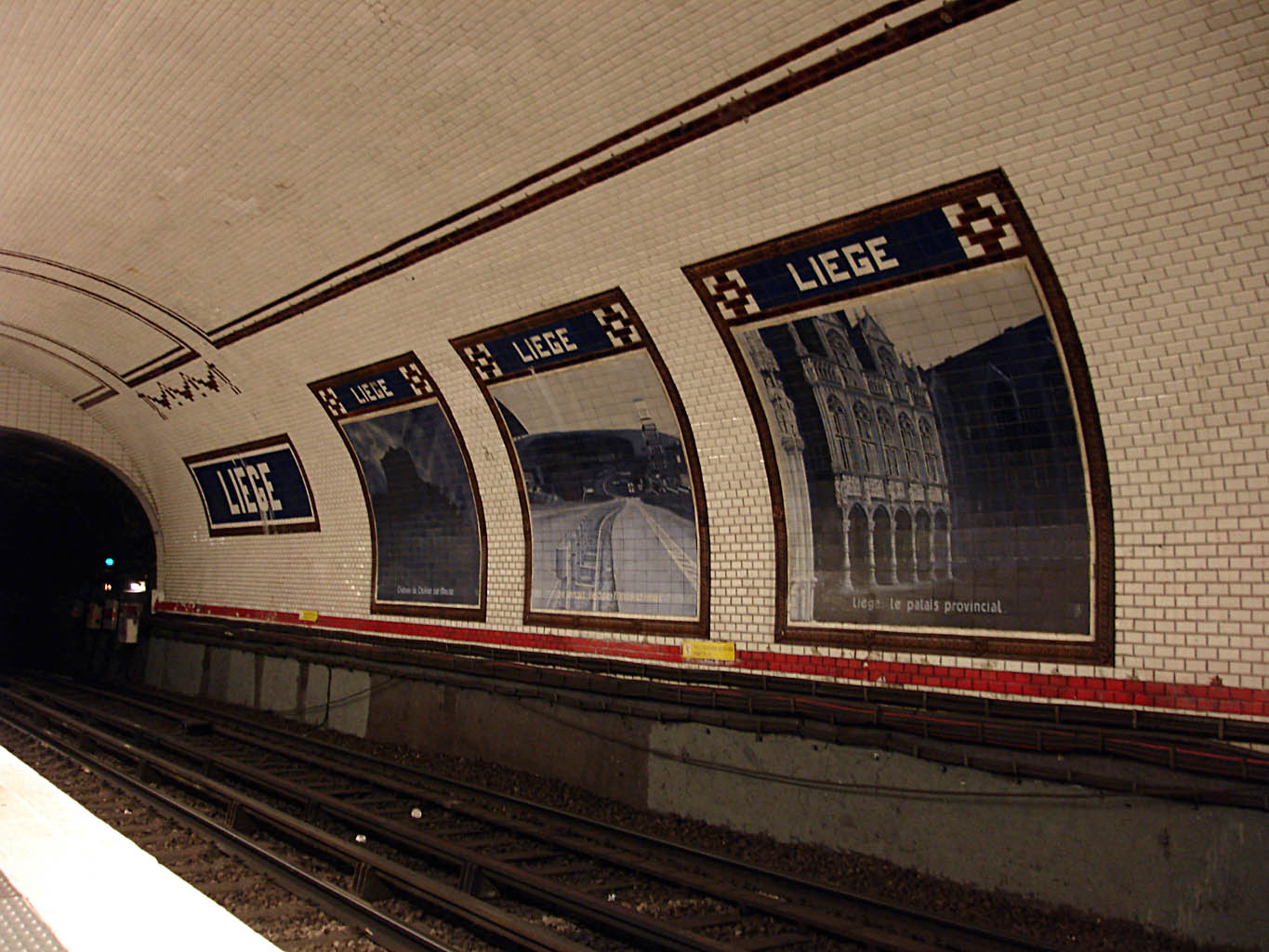
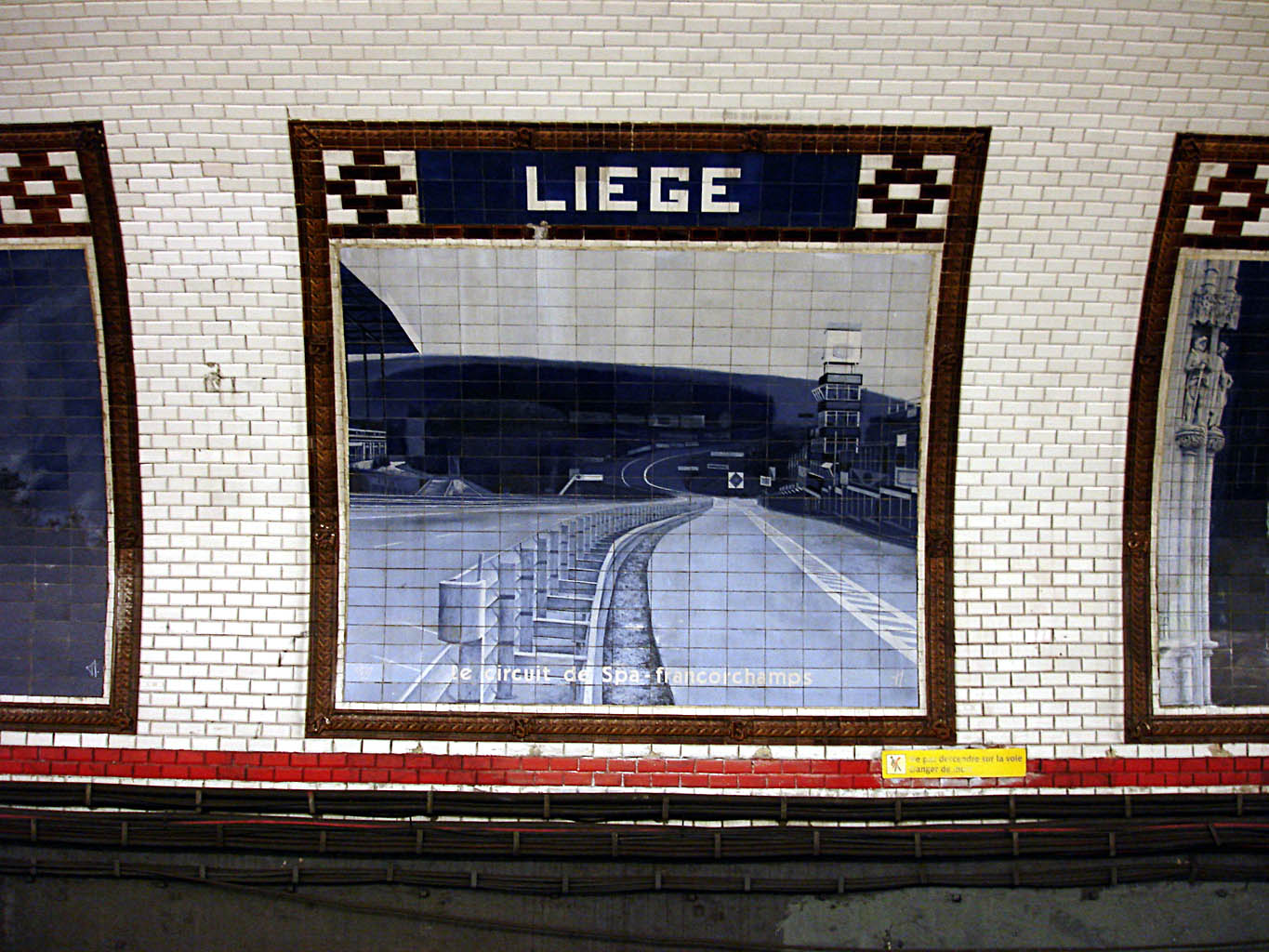
Фреска с изображением Спа
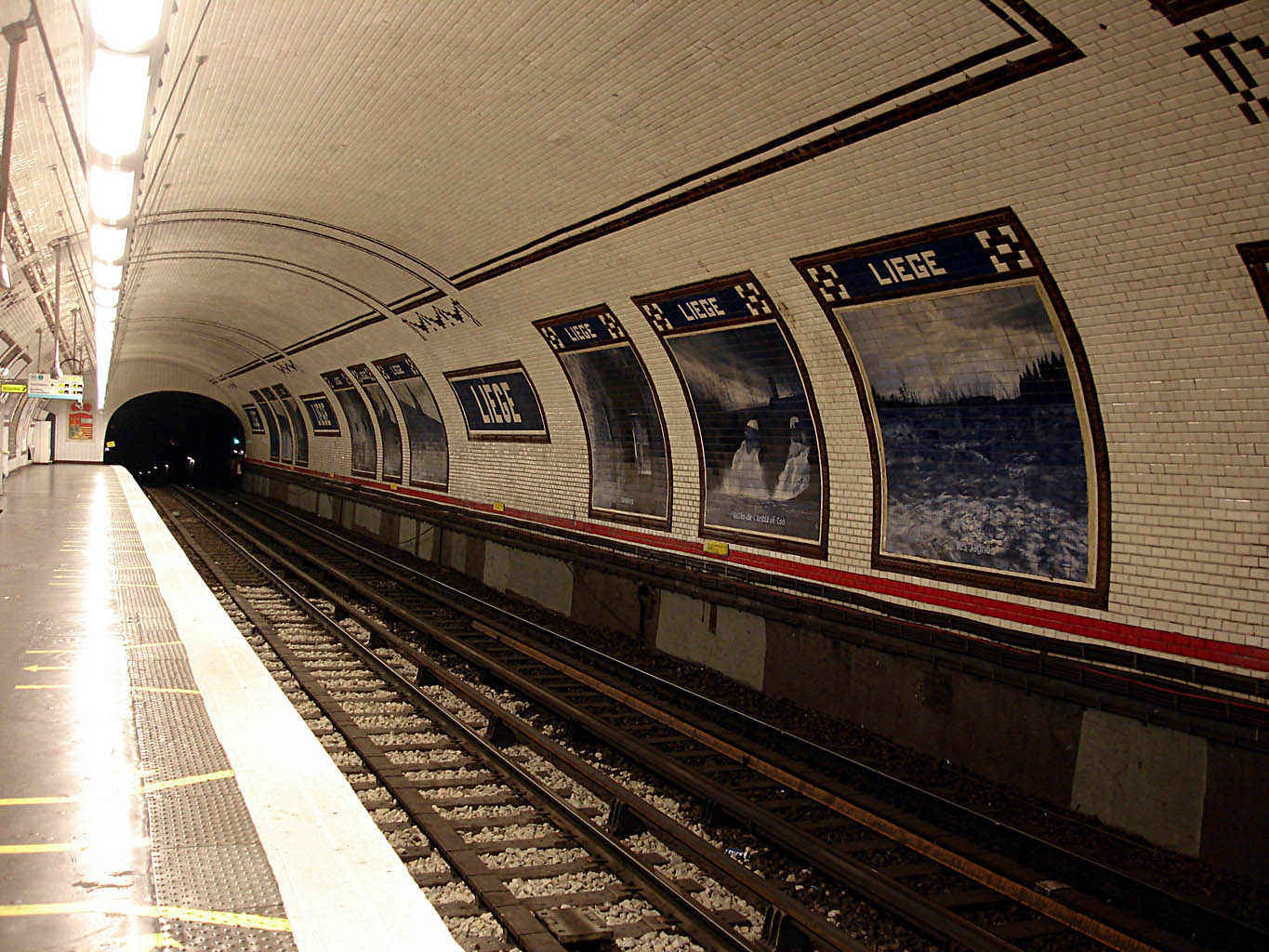
Оформление путевой стены южного зала